# Argumento ad consequentiam

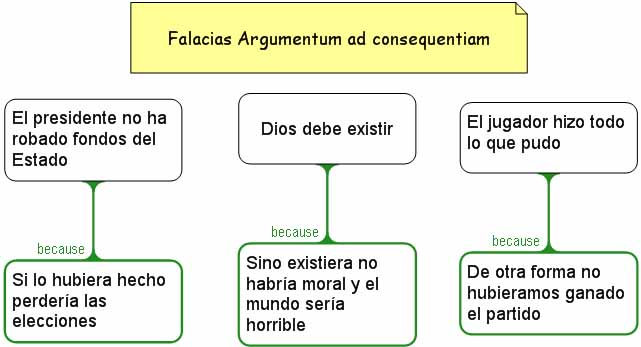

Un argumento ad consequentiam o argumentum ad consequentiam (en latín: «dirigido a las consecuencias») es una falacia lógica que implica responder a un argumento refiriéndose a las consecuencias negativas del mismo. Puede tener dos estructuras análogas:
1. A tiene como consecuencia B, que es algo negativo o indeseable.
2. Por tanto, A es falso.

O bien, de forma opuesta:
1. A tiene como consecuencia B, que es algo positivo o deseable.
2. Por tanto, A es verdadero.

Es una falacia porque basar la veracidad de una afirmación en las consecuencias no hace a la premisa más real o verdadera. Asimismo, categorizar las consecuencias como deseables o indeseables es intrínsecamente una acción subjetiva al punto de vista del observador, y no a la verdad de los hechos. 
Algunos ejemplos son:
- «Esa frase motivacional tiene razón, ya que, si así no fuera, mucha gente perdería la esperanza y las ganas de vivir.»

Refutación: El hecho de que la gente pudiera perder esperanza o ganas de vivir si la frase motivacional fuese falsa no aporta validez a este argumento.
- «¿Que a Mustafa le gustan los hombres? No, eso no puede ser; su padre lo mataría.»

Refutación: Que el padre de Mustafa pudiera tomarse muy a mal la homosexualidad de su hijo no invalida en absoluto la afirmación de que Mustafa sea homosexual.
- «Él no ha robado, si no estaría preso.»

Refutación: El hecho de que una persona haya robado y no la hayan metido presa, no invalida la afirmación de que efectivamente haya robado.